# 莱奥雅茨
莱奥雅茨（法語：Léogeats，法語發音：[leɔʒats]）是法国吉伦特省的一个市镇，属于朗贡区。

## 地理
莱奥雅茨（44°30'43"N, 0°22'0"W）面积19.61 平方千米，位于法国新阿基坦大区吉倫特省，该省份为法国西南部沿海省份，是法國本土面积最大的省，北起滨海夏朗德省，西临大西洋，南至朗德省，东南接洛特-加龍省，东临多爾多涅省。
与莱奥雅茨接壤的市镇（或旧市镇、城区）包括：索泰尔讷、巴利扎克、比多斯、法尔格、诺阿扬、罗阿扬、勒尼藏。

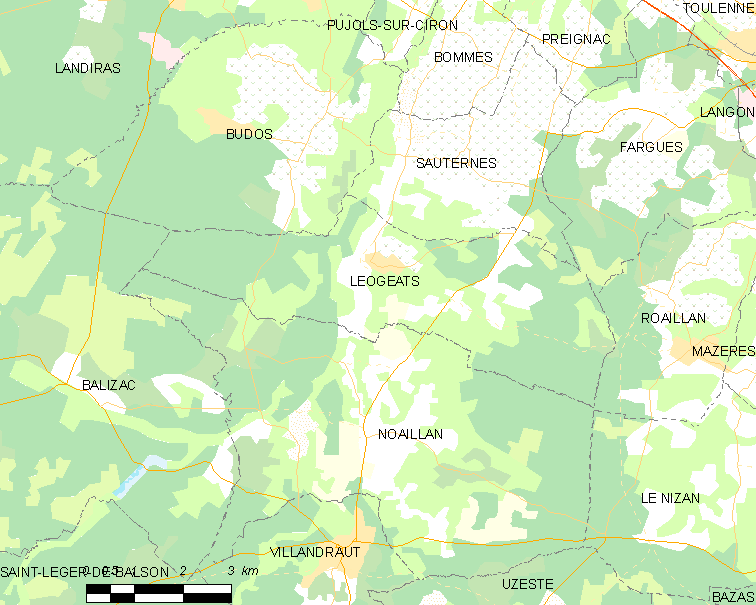
莱奥雅茨的OSM定位图

莱奥雅茨的时区为UTC+01:00、UTC+02:00（夏令时）。

## 行政
莱奥雅茨的邮政编码为33210，INSEE市镇编码为33237。

## 政治
莱奥雅茨所属的省级选区为南吉伦特县。

## 人口

1962-2008年间莱奥雅茨人口变化图示

莱奥雅茨于2022年1月1日时的人口数量为880人。